# Hiroto Inoue
Hiroto Inoue (jap. 井上 大仁; * 6. Januar 1993) ist ein japanischer Langstreckenläufer. Er wird in der ewigen Bestenliste japanischer Marathonläufer auf Platz 5 geführt.

## Sportliche Laufbahn
Erste internationale Erfahrungen sammelte Hiroto Inoue bei den Halbmarathon-Weltmeisterschaften 2014 in Kopenhagen, bei denen er mit 1:02:25 h den 36. Platz belegte. Zudem siegte er in diesem Jahr beim Yokohama-Halbmarathon in 1:04:07 h. 2017 qualifizierte er sich im Marathon für die Weltmeisterschaften in London, bei denen er in 2:16:54 h auf dem 26. Rang einlief.  2018 siegte er bei den Asienspielen in Jakarta in 2:18:22 h nur knapp vor dem Bahrainer El Hassan el-Abbassi. Aufgrund der hohen Temperaturen war dies die langsamste Siegerzeit bei den Asienspielen seit über 30 Jahren.
Inoue ist Absolvent an der Yamanashi-Gakuin-Universität.

## Persönliche Bestleistungen
- 5000 Meter: 13:38,44 min, 5. Mai 2018 in Nobeoka
- 10.000 Meter: 27:43,17 min, 27. November 2021 in Hachiōji
- Halbmarathon: 1:01:39 h, 2. Februar 2014 in Marugame
- Marathon: 2:06:47 h, 28. Februar 2021 in Ōtsu